# Volksbank Eutin Raiffeisenbank
Die Volksbank Eutin Raiffeisenbank eG ist eine deutsche Genossenschaftsbank mit Sitz in der schleswig-holsteinischen Kreisstadt Eutin im Kreis Ostholstein.

## Geschichte
Die Gründung der Volksbank Eutin im Jahr 1952 erfolgte aus einer wirtschaftlichen Notlage heraus. In den Jahren nach dem Zweiten Weltkrieg stellte der Wiederaufbau des kriegszerstörten Landes nicht nur die arbeitenden Menschen, sondern auch die Kreditinstitute vor eine große Herausforderung. Nach der Währungsreform 1948 herrschte Geldmangel, ja regelrechte Kapitalnot.
Am 17. Dezember 1952 kamen auf Anregung der Kaufleute Christian Boock und Friedrich Knittel im Hotel Wittler in der Eutiner Bahnhofstraße 41 Kaufleute und Handwerker zusammen. Am Ende des Treffens war die Gründung der Volksbank Eutin beschlossene Sache: 31 Anwesende wollten der genossenschaftlich organisierten neuen Bank als Mitglied beitreten, der Satzung zustimmen und 200 DM als Genossenschaftsanteil zeichnen. Die Genossenschaftsidee war damals rund 100 Jahre alt. Selbsthilfe, Selbstverantwortung und Selbstverwaltung lauten bis heute die Grundprinzipien der genossenschaftlichen Arbeit. Nach diesen Grundsätzen arbeitete auch die neu gegründete Eutiner Volksbank. Bis zur Aufnahme der Bankgeschäfte war aber noch einiges zu tun: die Erlaubnis zum Betreiben eines Bankgeschäftes musste beschafft und ein Vorstand berufen werden, das nötige Eigenkapital von 20.000 DM musste aufgebracht werden und nicht zuletzt galt es, geeignete Geschäftsräume zu finden.
Der ideale Standort wurde schließlich in der Königstraße 11 gefunden, wo die Volksbank noch heute residiert. Am 15. Januar 1953 begannen die Umbauarbeiten und am 3. März wurde die Volksbank Eutin feierlich eröffnet. Äußerlich war die neue Volksbank Eutin recht bescheiden. Im 40 m² großen Geschäftsraum arbeiteten der Leiter Willy Busse, der Prokurist Kurt Siewers und die Buchhalterin Klärmann. Ende 1953 trugen 143 Mitglieder ihre Bank, die im ersten Jahr ihres Bestehens bei einer Bilanzsumme von rund 674.000 DM immerhin einen Gewinn von 1791,22 DM erwirtschaftete.
Die erste Zweigstelle wurde im Februar 1957 in Malente-Gremsmühlen eröffnet. 1960 dehnte die Bank dann ihren Geschäftsbereich in die Ferienorte an der Lübecker Bucht aus. Scharbeutz, Timmendorfer Strand, Haffkrug und Niendorf erhielten Zweigstellen. Hinzu kamen 1970 die Eutiner Filiale in der Weidestraße und 1976 eine Filiale in Ahrensbök.
Auch Fusionen gab es in der Geschichte der Volksbank Eutin eG. 1986 wurde ihr das Bankgeschäft der Raiffeisenbank Hutzfeld übertragen. Im Jahr 1999 folgte die Fusion der Volksbank Eutin eG mit der 1951 gegründeten Raiffeisenbank Pönitz eG mit dem Sitz in Pönitz zur Volksbank Eutin Raiffeisenbank eG. Die Raiffeisenbank eG Pönitz fusionierte zuvor im Jahr 1989 mit der Raiffeisenbank eG Garbek mit dem Sitz in Garbek.

## Rechtsverhältnisse
Die Volksbank Eutin Raiffeisenbank eG (lt. GnR „Volksbank Eutin Raiffeisenbank eingetragene Genossenschaft“) ist im Genossenschaftsregister beim Amtsgericht Lübeck unter GnR 103 EU eingetragen.  

## Organisationsstruktur
Rechtsgrundlagen sind das Genossenschaftsgesetz und die durch die Vertreterversammlung beschlossene Satzung. Organe der Bank sind der Vorstand, der Aufsichtsrat und die Vertreterversammlung.
Der Vorstand der Volksbank Eutin leitet die Bank, vertritt sie nach außen und führt die Geschäfte. Der Vorstand wird bestellt, beraten und überwacht vom Aufsichtsrat. Der Aufsichtsrat wird von der Vertreterversammlung gewählt. Er überwacht die Geschäftsführung des Vorstandes und kontrolliert die Geschäftsführung. Die Vertreterversammlung wird alle vier Jahre von den Mitgliedern gewählt. Bei der Vertreterwahl hat jedes Mitglied eine Stimme – unabhängig von der Anzahl der Geschäftsanteile. Vorstand und Aufsichtsrat legen der Vertreterversammlung Rechenschaft über ihre Tätigkeit ab. Die Vertreterversammlung ist das höchste Organ der Genossenschaft und stellt u. a. den Jahresabschluss fest und beschließt, wie der Jahresüberschuss verwendet werden soll. Außerdem entscheidet sie über die Entlastung des Aufsichtsrates und des Vorstandes.

## Sicherungseinrichtung
Die Volksbank Eutin Raiffeisenbank eG ist der amtlich anerkannten Sicherungseinrichtung des Bundesverbandes der Deutschen Volksbanken und Raiffeisenbanken GmbH und der zusätzlichen freiwilligen Sicherungseinrichtung des Bundesverbandes der Deutschen Volksbanken und Raiffeisenbanken e.V. angeschlossen.

## Geschäftsausrichtung
Die Volksbank Eutin Raiffeisenbank eG betreibt das Universalbankgeschäft und dabei werden sowohl Privatkunden als auch Firmenkunden beraten und betreut. Die Produktpalette beinhaltet neben traditionellen Bankangeboten auch elektronische Direktbankleistungen. Darüber hinaus ist die Volksbank Eutin in den Geschäftsbereichen Immobilienvermittlung, Versicherungen, Bausparen, Wertpapiergeschäft und Leasing tätig. Im Verbundgeschäft arbeitet sie mit der DZ Bank, R+V Versicherung, Bausparkasse Schwäbisch Hall, VR Smart Finanz, Münchener Hypothekenbank, DZ Hyp, der Fondsgesellschaft Union Investment sowie mit der Teambank Nürnberg mit ihrem Produkt easyCredit zusammen.
Die Volksbank Eutin hat außerdem eine Tochtergesellschaft, die Volksbank Eutin Immobilien GmbH. Diese Gesellschaft ist Dienstleister für den Immobilienkauf und -verkauf. Darüber hinaus engagiert sich die Volksbank Eutin auch im wirtschaftlichen, sozialen und kulturellen Leben ihres Geschäftsgebiets.

## Geschäftsgebiet
Das Geschäftsgebiet liegt im Westen und Süden des Kreises Ostholstein in der Holsteinischen Schweiz und an den Seebädern an der Lübecker Bucht. 
An diesen Orten betreibt die Bank Filialen:
- Eutin (Hauptstelle, jur. Sitz)
- Malente (Geschäftsstelle)
- Ahrensbök (Geschäftsstelle)
- Scharbeutz (Geschäftsstelle)
- Timmendorfer Strand (Geschäftsstelle)